# Danh sách quân chủ Tenochtitlan
Đây là danh sách các tlatoque (quân chủ, lãnh đạo, thủ lĩnh) của altepetl (thành bang) Tenochtitlan thời kỳ tiền Colombo.

## Thời kỳ Tepanec bá chủ
| Tlatoani                                                       | Chân dung | Sinh                                          | Mất              | Notes |
| -------------------------------------------------------------- | --------- | --------------------------------------------- | ---------------- | --- |
| Acamapichtli 7 Báo đốm (20/2) 7 Ngựa (1369) – 3 Cây lau (1391) |           | Con của Opochtli Iztahuatzin và Atotoztli I   | 3 Cây lau (1391) | Người vợ đầu tiên của ông là Ilancueitl, và một số người khác là Tezcatlan Miyahuatzin, Huitzilxotzin, và Xiuhcuetzin. |
| Huitzilihuitl 5 Rắn (22/1) 3 Cây lau (1391) – 1 Cây lau (1415) |           | Con của Acamapichtli và Tezcatlan Miyahuatzin | 1 Cây lau (1415) | Những người vợ của ông là các nữ vương Ayauhcihuatl, Cacamacihuatl, Miahuaxihuitl, và Miyahuaxochtzin.                 |
| Chimalpopoca 3 Mãng xà (21/7) 1 Cây lau (1415) – 12 Thỏ (1426) |           | Con của Huitzilihuitl và Ayauhcihuatl         | 12 Thỏ (1426)    | Vợ ông là Matlalatzin.                                                                                                 |

## Hoàng đế Tam Đồng minh (Đế chế Aztec)
| Tlatoani                                                                              | Chân dung | Sinh                                                   | Mất                             | Ghi chú                                                                                      |
| ------------------------------------------------------------------------------------- | --------- | ------------------------------------------------------ | ------------------------------- | -------------------------------------------------------------------------------------------- |
| Itzcoatl 13 Nước (22/6) 13 Cây lau (1427) – 13 Đá lửa (1440)                          |           | Con của Acamapichtli và một thường dân từ Azcapotzalco | 13 Đá lửa (1440)                | Vợ ông là Huacaltzintli.                                                                     |
| Moctezuma Ilhuicamina (Moctezuma I) 8 Mãng xà (22/5) 13 Đá lửa (1440) – 3 Ngựa (1469) |           | Con của Huitzilihuitl và Miahuaxihuitl xứ Quauhnahuac  | 3 Ngựa (1469)                   | Vợ ông là Chichimecacihuatzin I.                                                             |
| Axayacatl 2 Mưa (2/8) 3 Ngựa (1469) – 2 Ngựa (1481)                                   |           | Con của Tezozomoctli và Atotoztli II                   | 2 Ngựa (1481)                   | Cưới Xochicueyetl.                                                                           |
| Tizoc 6 Kền kền (2/6) 2 Ngựa (1481) – 7 Thỏ (1486)                                    |           | Con của Tezozomoctli và Atotoztli II                   | 7 Thỏ (1486)                    |                                                                                              |
| Ahuitzotl 10 Thỏ (15/4) 7 Thỏ (1486) – 10 Thỏ (1502)                                  |           | Con của Tezozomoctli và Atotoztli II                   | 10 Thỏ (1502)                   | Cưới Tlilancapatl                                                                            |
| Moctezuma Xocoyotzin (Moctezuma II) 9 Nai (14/4) 10 Thỏ (1502) – 2 Đá lửa (1520)      |           | Con của Axayacatl                                      | 2 Đá lửa (1520)                 | Teotlalco là vợ chính của Moctezuma. Ông còn cưới Tlapalizquixochtzin và nhiều quý tộc khác. |
| Cuitláhuac 8 Gió (16/9) 2 Đá lửa (1520)                                               |           | Con của Axayacatl và quý tộc Itztapalapan              | 2 Đá lửa (3/12) 2 Đá lửa (1520) | Cưới con gái của Moteixcahuia Quauhtlehuanitzin                                              |
| Cuauhtémoc Izcalli/tháng 2 3 Ngựa (1521) – 7 Ngựa (1525)                              |           | Con của Ahuitzotl                                      | 7 Ngựa (27/2/1525) Acalan       |                                                                                              |

## Thời kỳ thuộc địa
| Tlatoani                                                               | Chân dung | Sinh                                                   | Mất                      | Ghi chú                                                                      |
| ---------------------------------------------------------------------- | --------- | ------------------------------------------------------ | ------------------------ | ---------------------------------------------------------------------------- |
| Juan Velázquez Tlacotzin 7 Ngựa (1525)                                 |           | Cháu của Tlacaelel II, cháu của Tlacaelel              | 7 Ngựa (1525) Nochiztlan | Thiết lập bởi Hernán Cortés tại Huey Mollan. Mất trước khi đến Tenochtitlan. |
| Andrés de Tapia Motelchiuh 7 Ngựa (1525) – 12 Thỏ (1530)               |           |                                                        | 12 Thỏ (1530) Aztatlan   | Thiết lập bởi Huey Mollan. Là quauhtlatoani ("tạm quyền").                   |
| Pablo Xochiquentzin 1 Đá lửa (1532) – 5 Đá lửa (1536)                  |           |                                                        | 5 Đá lửa (1536)          | Là quauhtlatoani ("tạm quyền").                                              |
| Diego de Alvarado Huanitzin 7 Thỏ (1539) – 10 Ngựa (1541)              |           | Con của Tezozomoctli Aculnahuacatl, cháu của Axayacatl | 10 Ngựa (1541)           |                                                                              |
| Diego de San Francisco Tehuetzquititzin 10 Ngựa (1541) – 10 Thỏ (1554) |           | Con của Tezcatl Popocatzin, cháu của Tizoc             | 10 Thỏ (1554)            |                                                                              |
| Esteban de Guzmán 10 Thỏ (1554) – 13 Ngựa (1557)                       |           | Xochimilco                                             |                          | Không phải là một tlatoani, nhưng là người phán xử (juez).                   |
| Cristóbal de Guzmán Cecetzin 13 Ngựa (1557) – 5 Thỏ (1562)             |           | Con của Diego Huanitzin                                | 5 Thỏ (1562)             | Thiết lập bởi Esteban de Guzmán.                                             |
| Luis de Santa María Nanacacipactzin 6 Cây lau (1563) – 8 Ngựa (1565)   |           |                                                        | 8 Ngựa (1565)            | Thiết lập bởi Cristóbal de Guzmán Cecetzin                                   |

## Phả hệ
|                                                |                                                |                                                |                                                |                                                |                                                |  |  |                                                             |                                                             |                                                             |                                                             |                                                             |                                                             |  |  |                                                     |                                                     |                                                     |                                                     |                                                     |                                                     |                                                    |                                                    |                                                       |                                                       |                                                       |                                                       |                                                       |                                                       |                       |                       |                                                        |                                                        |                                                        |                                                        |                                                        |                                                        |                      |                      |                                                    |                                                    |                                                    |                                                    | Coxcoxtli Vua Culhuacan                            |                                                    |             |             |                                                                        |                                                                        |                                                                        |                                                                        |                                                                        |                                                                        |  |  |                                     |                                     |                                     |                                     |                                     |                                     |  |  |  |  |  |  |  |  |  |  |  |  |  |  |  |  |  |  |  |  |  |  |  |  |
|                                                |                                                |                                                |                                                |                                                |                                                |  |  |                                                             |                                                             |                                                             |                                                             |                                                             |                                                             |  |  |                                                     |                                                     |                                                     |                                                     |                                                     |                                                     |                                                    |                                                    |                                                       |                                                       |                                                       |                                                       |                                                       |                                                       |                       |                       |                                                        |                                                        |                                                        |                                                        |                                                        |                                                        |                      |                      |                                                    |                                                    |                                                    |                                                    |                                                    |                                                    |             |             |                                                                        |                                                                        |                                                                        |                                                                        |                                                                        |                                                                        |  |  |                                     |                                     |                                     |                                     |                                     |                                     |  |  |  |  |  |  |  |  |  |  |  |  |  |  |  |  |  |  |  |  |  |  |  |  |
|                                                |                                                |                                                |                                                |                                                |                                                |  |  |                                                             |                                                             |                                                             |                                                             |                                                             |                                                             |  |  |                                                     |                                                     |                                                     |                                                     |                                                     |                                                     |                                                    |                                                    |                                                       |                                                       |                                                       |                                                       | Acacitli                                              | Acacitli                                              | Acacitli              | Acacitli              | Acacitli                                               | Acacitli                                               |                                                        |                                                        | Opochtli Iztahuatzin                                   | Opochtli Iztahuatzin                                   | Opochtli Iztahuatzin | Opochtli Iztahuatzin | Opochtli Iztahuatzin                               | Opochtli Iztahuatzin                               |                                                    |                                                    | Atotoztli I                                        | Atotoztli I                                        | Atotoztli I | Atotoztli I | Atotoztli I                                                            | Atotoztli I                                                            |                                                                        |                                                                        |                                                                        |                                                                        |  |  |                                     |                                     |                                     |                                     |                                     |                                     |  |  |  |  |  |  |  |  |  |  |  |  |  |  |  |  |  |  |  |  |  |  |  |  |
|                                                |                                                |                                                |                                                |                                                |                                                |  |  |                                                             |                                                             |                                                             |                                                             |                                                             |                                                             |  |  |                                                     |                                                     |                                                     |                                                     |                                                     |                                                     |                                                    |                                                    |                                                       |                                                       |                                                       |                                                       | Acacitli                                              | Acacitli                                              | Acacitli              | Acacitli              | Acacitli                                               | Acacitli                                               |                                                        |                                                        | Opochtli Iztahuatzin                                   | Opochtli Iztahuatzin                                   | Opochtli Iztahuatzin | Opochtli Iztahuatzin | Opochtli Iztahuatzin                               | Opochtli Iztahuatzin                               |                                                    |                                                    | Atotoztli I                                        | Atotoztli I                                        | Atotoztli I | Atotoztli I | Atotoztli I                                                            | Atotoztli I                                                            |                                                                        |                                                                        |                                                                        |                                                                        |  |  |                                     |                                     |                                     |                                     |                                     |                                     |  |  |  |  |  |  |  |  |  |  |  |  |  |  |  |  |  |  |  |  |  |  |  |  |
|                                                |                                                |                                                |                                                |                                                |                                                |  |  |                                                             |                                                             |                                                             |                                                             |                                                             |                                                             |  |  |                                                     |                                                     |                                                     |                                                     |                                                     |                                                     |                                                    |                                                    |                                                       |                                                       |                                                       |                                                       |                                                       |                                                       |                       |                       |                                                        |                                                        |                                                        |                                                        |                                                        |                                                        |                      |                      |                                                    |                                                    |                                                    |                                                    |                                                    |                                                    |             |             |                                                                        |                                                                        |                                                                        |                                                                        |                                                                        |                                                                        |  |  |                                     |                                     |                                     |                                     |                                     |                                     |  |  |  |  |  |  |  |  |  |  |  |  |  |  |  |  |  |  |  |  |  |  |  |  |
|                                                |                                                |                                                |                                                |                                                |                                                |  |  |                                                             |                                                             |                                                             |                                                             |                                                             |                                                             |  |  |                                                     |                                                     |                                                     |                                                     | Tezozomoc Azcapotzalco cai trị 1320–1367/1370–1426  | Tezozomoc Azcapotzalco cai trị 1320–1367/1370–1426  | Tezozomoc Azcapotzalco cai trị 1320–1367/1370–1426 | Tezozomoc Azcapotzalco cai trị 1320–1367/1370–1426 | Tezozomoc Azcapotzalco cai trị 1320–1367/1370–1426    | Tezozomoc Azcapotzalco cai trị 1320–1367/1370–1426    |                                                       |                                                       | Tezcatlan Miyahuatzin                                 | Tezcatlan Miyahuatzin                                 | Tezcatlan Miyahuatzin | Tezcatlan Miyahuatzin | Tezcatlan Miyahuatzin                                  | Tezcatlan Miyahuatzin                                  |                                                        |                                                        |                                                        |                                                        |                      |                      | Acamapichtli Tlatoani của Tenochtitlan ?-1376–1395 | Acamapichtli Tlatoani của Tenochtitlan ?-1376–1395 | Acamapichtli Tlatoani của Tenochtitlan ?-1376–1395 | Acamapichtli Tlatoani của Tenochtitlan ?-1376–1395 | Acamapichtli Tlatoani của Tenochtitlan ?-1376–1395 | Acamapichtli Tlatoani của Tenochtitlan ?-1376–1395 |             |             | Tlacacuitlahuatzin Vua Tiliuhcan                                       | Tlacacuitlahuatzin Vua Tiliuhcan                                       | Tlacacuitlahuatzin Vua Tiliuhcan                                       | Tlacacuitlahuatzin Vua Tiliuhcan                                       | Tlacacuitlahuatzin Vua Tiliuhcan                                       | Tlacacuitlahuatzin Vua Tiliuhcan                                       |  |  |                                     |                                     |                                     |                                     |                                     |                                     |  |  |  |  |  |  |  |  |  |  |  |  |  |  |  |  |  |  |  |  |  |  |  |  |
|                                                |                                                |                                                |                                                |                                                |                                                |  |  |                                                             |                                                             |                                                             |                                                             |                                                             |                                                             |  |  |                                                     |                                                     |                                                     |                                                     | Tezozomoc Azcapotzalco cai trị 1320–1367/1370–1426  | Tezozomoc Azcapotzalco cai trị 1320–1367/1370–1426  | Tezozomoc Azcapotzalco cai trị 1320–1367/1370–1426 | Tezozomoc Azcapotzalco cai trị 1320–1367/1370–1426 | Tezozomoc Azcapotzalco cai trị 1320–1367/1370–1426    | Tezozomoc Azcapotzalco cai trị 1320–1367/1370–1426    |                                                       |                                                       | Tezcatlan Miyahuatzin                                 | Tezcatlan Miyahuatzin                                 | Tezcatlan Miyahuatzin | Tezcatlan Miyahuatzin | Tezcatlan Miyahuatzin                                  | Tezcatlan Miyahuatzin                                  |                                                        |                                                        |                                                        |                                                        |                      |                      | Acamapichtli Tlatoani của Tenochtitlan ?-1376–1395 | Acamapichtli Tlatoani của Tenochtitlan ?-1376–1395 | Acamapichtli Tlatoani của Tenochtitlan ?-1376–1395 | Acamapichtli Tlatoani của Tenochtitlan ?-1376–1395 | Acamapichtli Tlatoani của Tenochtitlan ?-1376–1395 | Acamapichtli Tlatoani của Tenochtitlan ?-1376–1395 |             |             | Tlacacuitlahuatzin Vua Tiliuhcan                                       | Tlacacuitlahuatzin Vua Tiliuhcan                                       | Tlacacuitlahuatzin Vua Tiliuhcan                                       | Tlacacuitlahuatzin Vua Tiliuhcan                                       | Tlacacuitlahuatzin Vua Tiliuhcan                                       | Tlacacuitlahuatzin Vua Tiliuhcan                                       |  |  |                                     |                                     |                                     |                                     |                                     |                                     |  |  |  |  |  |  |  |  |  |  |  |  |  |  |  |  |  |  |  |  |  |  |  |  |
|                                                |                                                |                                                |                                                |                                                |                                                |  |  |                                                             |                                                             |                                                             |                                                             |                                                             |                                                             |  |  |                                                     |                                                     |                                                     |                                                     |                                                     |                                                     |                                                    |                                                    |                                                       |                                                       |                                                       |                                                       |                                                       |                                                       |                       |                       |                                                        |                                                        |                                                        |                                                        |                                                        |                                                        |                      |                      |                                                    |                                                    |                                                    |                                                    |                                                    |                                                    |             |             |                                                                        |                                                                        |                                                                        |                                                                        |                                                                        |                                                                        |  |  |                                     |                                     |                                     |                                     |                                     |                                     |  |  |  |  |  |  |  |  |  |  |  |  |  |  |  |  |  |  |  |  |  |  |  |  |
|                                                |                                                |                                                |                                                |                                                |                                                |  |  |                                                             |                                                             |                                                             |                                                             |                                                             |                                                             |  |  |                                                     |                                                     |                                                     |                                                     |                                                     |                                                     |                                                    |                                                    |                                                       |                                                       |                                                       |                                                       |                                                       |                                                       |                       |                       |                                                        |                                                        |                                                        |                                                        |                                                        |                                                        |                      |                      |                                                    |                                                    |                                                    |                                                    |                                                    |                                                    |             |             |                                                                        |                                                                        |                                                                        |                                                                        |                                                                        |                                                                        |  |  |                                     |                                     |                                     |                                     |                                     |                                     |  |  |  |  |  |  |  |  |  |  |  |  |  |  |  |  |  |  |  |  |  |  |  |  |
|                                                |                                                |                                                |                                                |                                                |                                                |  |  | Quatlecoatl                                                 | Quatlecoatl                                                 | Quatlecoatl                                                 | Quatlecoatl                                                 | Quatlecoatl                                                 | Quatlecoatl                                                 |  |  |                                                     |                                                     |                                                     |                                                     |                                                     |                                                     |                                                    |                                                    |                                                       |                                                       |                                                       |                                                       | Matlalxoch                                            | Matlalxoch                                            | Matlalxoch            | Matlalxoch            | Matlalxoch                                             | Matlalxoch                                             |                                                        |                                                        |                                                        |                                                        |                      |                      | Tlatolqaca                                         | Tlatolqaca                                         | Tlatolqaca                                         | Tlatolqaca                                         | Tlatolqaca                                         | Tlatolqaca                                         |             |             | Matlalxochtzin                                                         | Matlalxochtzin                                                         | Matlalxochtzin                                                         | Matlalxochtzin                                                         | Matlalxochtzin                                                         | Matlalxochtzin                                                         |  |  |                                     |                                     |                                     |                                     |                                     |                                     |  |  |  |  |  |  |  |  |  |  |  |  |  |  |  |  |  |  |  |  |  |  |  |  |
|                                                |                                                |                                                |                                                |                                                |                                                |  |  | Quatlecoatl                                                 | Quatlecoatl                                                 | Quatlecoatl                                                 | Quatlecoatl                                                 | Quatlecoatl                                                 | Quatlecoatl                                                 |  |  |                                                     |                                                     |                                                     |                                                     |                                                     |                                                     |                                                    |                                                    |                                                       |                                                       |                                                       |                                                       | Matlalxoch                                            | Matlalxoch                                            | Matlalxoch            | Matlalxoch            | Matlalxoch                                             | Matlalxoch                                             |                                                        |                                                        |                                                        |                                                        |                      |                      | Tlatolqaca                                         | Tlatolqaca                                         | Tlatolqaca                                         | Tlatolqaca                                         | Tlatolqaca                                         | Tlatolqaca                                         |             |             | Matlalxochtzin                                                         | Matlalxochtzin                                                         | Matlalxochtzin                                                         | Matlalxochtzin                                                         | Matlalxochtzin                                                         | Matlalxochtzin                                                         |  |  |                                     |                                     |                                     |                                     |                                     |                                     |  |  |  |  |  |  |  |  |  |  |  |  |  |  |  |  |  |  |  |  |  |  |  |  |
|                                                |                                                |                                                |                                                |                                                |                                                |  |  |                                                             |                                                             |                                                             |                                                             |                                                             |                                                             |  |  |                                                     |                                                     |                                                     |                                                     |                                                     |                                                     |                                                    |                                                    |                                                       |                                                       |                                                       |                                                       |                                                       |                                                       |                       |                       |                                                        |                                                        |                                                        |                                                        |                                                        |                                                        |                      |                      |                                                    |                                                    |                                                    |                                                    |                                                    |                                                    |             |             |                                                                        |                                                                        |                                                                        |                                                                        |                                                                        |                                                                        |  |  |                                     |                                     |                                     |                                     |                                     |                                     |  |  |  |  |  |  |  |  |  |  |  |  |  |  |  |  |  |  |  |  |  |  |  |  |
|                                                |                                                |                                                |                                                |                                                |                                                |  |  |                                                             |                                                             |                                                             |                                                             |                                                             |                                                             |  |  |                                                     |                                                     |                                                     |                                                     |                                                     |                                                     |                                                    |                                                    |                                                       |                                                       |                                                       |                                                       |                                                       |                                                       |                       |                       |                                                        |                                                        |                                                        |                                                        |                                                        |                                                        |                      |                      |                                                    |                                                    |                                                    |                                                    |                                                    |                                                    |             |             |                                                                        |                                                                        |                                                                        |                                                                        |                                                                        |                                                                        |  |  |                                     |                                     |                                     |                                     |                                     |                                     |  |  |  |  |  |  |  |  |  |  |  |  |  |  |  |  |  |  |  |  |  |  |  |  |
|                                                |                                                |                                                |                                                |                                                |                                                |  |  |                                                             |                                                             |                                                             |                                                             |                                                             |                                                             |  |  | Quaquapitzahuac Tlatoani của Tlatelolco ?-1372–1407 | Quaquapitzahuac Tlatoani của Tlatelolco ?-1372–1407 | Quaquapitzahuac Tlatoani của Tlatelolco ?-1372–1407 | Quaquapitzahuac Tlatoani của Tlatelolco ?-1372–1407 | Quaquapitzahuac Tlatoani của Tlatelolco ?-1372–1407 | Quaquapitzahuac Tlatoani của Tlatelolco ?-1372–1407 |                                                    |                                                    | Ayauhcihuatl                                          | Ayauhcihuatl                                          | Ayauhcihuatl                                          | Ayauhcihuatl                                          | Ayauhcihuatl                                          | Ayauhcihuatl                                          |                       |                       | Huitzilihuitl Tlatoani của Tenochtitlan 1379–1396–1417 | Huitzilihuitl Tlatoani của Tenochtitlan 1379–1396–1417 | Huitzilihuitl Tlatoani của Tenochtitlan 1379–1396–1417 | Huitzilihuitl Tlatoani của Tenochtitlan 1379–1396–1417 | Huitzilihuitl Tlatoani của Tenochtitlan 1379–1396–1417 | Huitzilihuitl Tlatoani của Tenochtitlan 1379–1396–1417 |                      |                      | Miahuaxihuitl                                      | Miahuaxihuitl                                      | Miahuaxihuitl                                      | Miahuaxihuitl                                      | Miahuaxihuitl                                      | Miahuaxihuitl                                      |             |             |                                                                        |                                                                        |                                                                        |                                                                        |                                                                        |                                                                        |  |  | Cacamacihuatl                       | Cacamacihuatl                       | Cacamacihuatl                       | Cacamacihuatl                       | Cacamacihuatl                       | Cacamacihuatl                       |  |  |  |  |  |  |  |  |  |  |  |  |  |  |  |  |  |  |  |  |  |  |  |  |
|                                                |                                                |                                                |                                                |                                                |                                                |  |  |                                                             |                                                             |                                                             |                                                             |                                                             |                                                             |  |  | Quaquapitzahuac Tlatoani của Tlatelolco ?-1372–1407 | Quaquapitzahuac Tlatoani của Tlatelolco ?-1372–1407 | Quaquapitzahuac Tlatoani của Tlatelolco ?-1372–1407 | Quaquapitzahuac Tlatoani của Tlatelolco ?-1372–1407 | Quaquapitzahuac Tlatoani của Tlatelolco ?-1372–1407 | Quaquapitzahuac Tlatoani của Tlatelolco ?-1372–1407 |                                                    |                                                    | Ayauhcihuatl                                          | Ayauhcihuatl                                          | Ayauhcihuatl                                          | Ayauhcihuatl                                          | Ayauhcihuatl                                          | Ayauhcihuatl                                          |                       |                       | Huitzilihuitl Tlatoani của Tenochtitlan 1379–1396–1417 | Huitzilihuitl Tlatoani của Tenochtitlan 1379–1396–1417 | Huitzilihuitl Tlatoani của Tenochtitlan 1379–1396–1417 | Huitzilihuitl Tlatoani của Tenochtitlan 1379–1396–1417 | Huitzilihuitl Tlatoani của Tenochtitlan 1379–1396–1417 | Huitzilihuitl Tlatoani của Tenochtitlan 1379–1396–1417 |                      |                      | Miahuaxihuitl                                      | Miahuaxihuitl                                      | Miahuaxihuitl                                      | Miahuaxihuitl                                      | Miahuaxihuitl                                      | Miahuaxihuitl                                      |             |             |                                                                        |                                                                        |                                                                        |                                                                        |                                                                        |                                                                        |  |  | Cacamacihuatl                       | Cacamacihuatl                       | Cacamacihuatl                       | Cacamacihuatl                       | Cacamacihuatl                       | Cacamacihuatl                       |  |  |  |  |  |  |  |  |  |  |  |  |  |  |  |  |  |  |  |  |  |  |  |  |
|                                                |                                                |                                                |                                                |                                                |                                                |  |  |                                                             |                                                             |                                                             |                                                             |                                                             |                                                             |  |  |                                                     |                                                     |                                                     |                                                     |                                                     |                                                     |                                                    |                                                    |                                                       |                                                       |                                                       |                                                       |                                                       |                                                       |                       |                       |                                                        |                                                        |                                                        |                                                        |                                                        |                                                        |                      |                      |                                                    |                                                    |                                                    |                                                    |                                                    |                                                    |             |             |                                                                        |                                                                        |                                                                        |                                                                        |                                                                        |                                                                        |  |  |                                     |                                     |                                     |                                     |                                     |                                     |  |  |  |  |  |  |  |  |  |  |  |  |  |  |  |  |  |  |  |  |  |  |  |  |
|                                                |                                                |                                                |                                                |                                                |                                                |  |  |                                                             |                                                             |                                                             |                                                             |                                                             |                                                             |  |  |                                                     |                                                     |                                                     |                                                     |                                                     |                                                     |                                                    |                                                    |                                                       |                                                       |                                                       |                                                       |                                                       |                                                       |                       |                       |                                                        |                                                        |                                                        |                                                        |                                                        |                                                        |                      |                      |                                                    |                                                    |                                                    |                                                    |                                                    |                                                    |             |             |                                                                        |                                                                        |                                                                        |                                                                        |                                                                        |                                                                        |  |  |                                     |                                     |                                     |                                     |                                     |                                     |  |  |  |  |  |  |  |  |  |  |  |  |  |  |  |  |  |  |  |  |  |  |  |  |
| Itzcoatl Tlatoani của Tenochtitlan ?-1427–1440 | Itzcoatl Tlatoani của Tenochtitlan ?-1427–1440 | Itzcoatl Tlatoani của Tenochtitlan ?-1427–1440 | Itzcoatl Tlatoani của Tenochtitlan ?-1427–1440 | Itzcoatl Tlatoani của Tenochtitlan ?-1427–1440 | Itzcoatl Tlatoani của Tenochtitlan ?-1427–1440 |  |  | Huacaltzintli                                               | Huacaltzintli                                               | Huacaltzintli                                               | Huacaltzintli                                               | Huacaltzintli                                               | Huacaltzintli                                               |  |  | Matlalatzin                                         | Matlalatzin                                         | Matlalatzin                                         | Matlalatzin                                         | Matlalatzin                                         | Matlalatzin                                         |                                                    |                                                    | Chimalpopoca Tlatoani của Tenochtitlan 1397–1417–1427 | Chimalpopoca Tlatoani của Tenochtitlan 1397–1417–1427 | Chimalpopoca Tlatoani của Tenochtitlan 1397–1417–1427 | Chimalpopoca Tlatoani của Tenochtitlan 1397–1417–1427 | Chimalpopoca Tlatoani của Tenochtitlan 1397–1417–1427 | Chimalpopoca Tlatoani của Tenochtitlan 1397–1417–1427 |                       |                       | Moctezuma I Tlatoani của Tenochtitlan 1398–1440–1469   | Moctezuma I Tlatoani của Tenochtitlan 1398–1440–1469   | Moctezuma I Tlatoani của Tenochtitlan 1398–1440–1469   | Moctezuma I Tlatoani của Tenochtitlan 1398–1440–1469   | Moctezuma I Tlatoani của Tenochtitlan 1398–1440–1469   | Moctezuma I Tlatoani của Tenochtitlan 1398–1440–1469   |                      |                      | Chichimec- acihuatzin I                            | Chichimec- acihuatzin I                            | Chichimec- acihuatzin I                            | Chichimec- acihuatzin I                            | Chichimec- acihuatzin I                            | Chichimec- acihuatzin I                            |             |             | Tlacaelel Cihuacoatl 1397–c.1426-1487                                  | Tlacaelel Cihuacoatl 1397–c.1426-1487                                  | Tlacaelel Cihuacoatl 1397–c.1426-1487                                  | Tlacaelel Cihuacoatl 1397–c.1426-1487                                  | Tlacaelel Cihuacoatl 1397–c.1426-1487                                  | Tlacaelel Cihuacoatl 1397–c.1426-1487                                  |  |  |                                     |                                     |                                     |                                     |                                     |                                     |  |  |  |  |  |  |  |  |  |  |  |  |  |  |  |  |  |  |  |  |  |  |  |  |
| Itzcoatl Tlatoani của Tenochtitlan ?-1427–1440 | Itzcoatl Tlatoani của Tenochtitlan ?-1427–1440 | Itzcoatl Tlatoani của Tenochtitlan ?-1427–1440 | Itzcoatl Tlatoani của Tenochtitlan ?-1427–1440 | Itzcoatl Tlatoani của Tenochtitlan ?-1427–1440 | Itzcoatl Tlatoani của Tenochtitlan ?-1427–1440 |  |  | Huacaltzintli                                               | Huacaltzintli                                               | Huacaltzintli                                               | Huacaltzintli                                               | Huacaltzintli                                               | Huacaltzintli                                               |  |  | Matlalatzin                                         | Matlalatzin                                         | Matlalatzin                                         | Matlalatzin                                         | Matlalatzin                                         | Matlalatzin                                         |                                                    |                                                    | Chimalpopoca Tlatoani của Tenochtitlan 1397–1417–1427 | Chimalpopoca Tlatoani của Tenochtitlan 1397–1417–1427 | Chimalpopoca Tlatoani của Tenochtitlan 1397–1417–1427 | Chimalpopoca Tlatoani của Tenochtitlan 1397–1417–1427 | Chimalpopoca Tlatoani của Tenochtitlan 1397–1417–1427 | Chimalpopoca Tlatoani của Tenochtitlan 1397–1417–1427 |                       |                       | Moctezuma I Tlatoani của Tenochtitlan 1398–1440–1469   | Moctezuma I Tlatoani của Tenochtitlan 1398–1440–1469   | Moctezuma I Tlatoani của Tenochtitlan 1398–1440–1469   | Moctezuma I Tlatoani của Tenochtitlan 1398–1440–1469   | Moctezuma I Tlatoani của Tenochtitlan 1398–1440–1469   | Moctezuma I Tlatoani của Tenochtitlan 1398–1440–1469   |                      |                      | Chichimec- acihuatzin I                            | Chichimec- acihuatzin I                            | Chichimec- acihuatzin I                            | Chichimec- acihuatzin I                            | Chichimec- acihuatzin I                            | Chichimec- acihuatzin I                            |             |             | Tlacaelel Cihuacoatl 1397–c.1426-1487                                  | Tlacaelel Cihuacoatl 1397–c.1426-1487                                  | Tlacaelel Cihuacoatl 1397–c.1426-1487                                  | Tlacaelel Cihuacoatl 1397–c.1426-1487                                  | Tlacaelel Cihuacoatl 1397–c.1426-1487                                  | Tlacaelel Cihuacoatl 1397–c.1426-1487                                  |  |  |                                     |                                     |                                     |                                     |                                     |                                     |  |  |  |  |  |  |  |  |  |  |  |  |  |  |  |  |  |  |  |  |  |  |  |  |
|                                                |                                                |                                                |                                                |                                                |                                                |  |  |                                                             |                                                             |                                                             |                                                             |                                                             |                                                             |  |  |                                                     |                                                     |                                                     |                                                     |                                                     |                                                     |                                                    |                                                    |                                                       |                                                       |                                                       |                                                       |                                                       |                                                       |                       |                       |                                                        |                                                        |                                                        |                                                        |                                                        |                                                        |                      |                      |                                                    |                                                    |                                                    |                                                    |                                                    |                                                    |             |             |                                                                        |                                                                        |                                                                        |                                                                        |                                                                        |                                                                        |  |  |                                     |                                     |                                     |                                     |                                     |                                     |  |  |  |  |  |  |  |  |  |  |  |  |  |  |  |  |  |  |  |  |  |  |  |  |
|                                                |                                                |                                                |                                                |                                                |                                                |  |  |                                                             |                                                             |                                                             |                                                             |                                                             |                                                             |  |  |                                                     |                                                     |                                                     |                                                     |                                                     |                                                     |                                                    |                                                    |                                                       |                                                       |                                                       |                                                       |                                                       |                                                       |                       |                       |                                                        |                                                        |                                                        |                                                        |                                                        |                                                        |                      |                      |                                                    |                                                    |                                                    |                                                    |                                                    |                                                    |             |             |                                                                        |                                                                        |                                                                        |                                                                        |                                                                        |                                                                        |  |  |                                     |                                     |                                     |                                     |                                     |                                     |  |  |  |  |  |  |  |  |  |  |  |  |  |  |  |  |  |  |  |  |  |  |  |  |
|                                                |                                                |                                                |                                                |                                                |                                                |  |  |                                                             |                                                             |                                                             |                                                             |                                                             |                                                             |  |  | Tezozomoc Tlatoani của Ecatepec                     | Tezozomoc Tlatoani của Ecatepec                     | Tezozomoc Tlatoani của Ecatepec                     | Tezozomoc Tlatoani của Ecatepec                     | Tezozomoc Tlatoani của Ecatepec                     | Tezozomoc Tlatoani của Ecatepec                     |                                                    |                                                    |                                                       |                                                       |                                                       |                                                       |                                                       |                                                       |                       |                       |                                                        |                                                        |                                                        |                                                        |                                                        |                                                        |                      |                      | Tlilpotoncatzin Cihuacoatl ?-1487–1503             | Tlilpotoncatzin Cihuacoatl ?-1487–1503             | Tlilpotoncatzin Cihuacoatl ?-1487–1503             | Tlilpotoncatzin Cihuacoatl ?-1487–1503             | Tlilpotoncatzin Cihuacoatl ?-1487–1503             | Tlilpotoncatzin Cihuacoatl ?-1487–1503             |             |             | Texcalteuctli                                                          | Texcalteuctli                                                          | Texcalteuctli                                                          | Texcalteuctli                                                          | Texcalteuctli                                                          | Texcalteuctli                                                          |  |  | Cacamatzin                          | Cacamatzin                          | Cacamatzin                          | Cacamatzin                          | Cacamatzin                          | Cacamatzin                          |  |  |  |  |  |  |  |  |  |  |  |  |  |  |  |  |  |  |  |  |  |  |  |  |
|                                                |                                                |                                                |                                                |                                                |                                                |  |  |                                                             |                                                             |                                                             |                                                             |                                                             |                                                             |  |  | Tezozomoc Tlatoani của Ecatepec                     | Tezozomoc Tlatoani của Ecatepec                     | Tezozomoc Tlatoani của Ecatepec                     | Tezozomoc Tlatoani của Ecatepec                     | Tezozomoc Tlatoani của Ecatepec                     | Tezozomoc Tlatoani của Ecatepec                     |                                                    |                                                    |                                                       |                                                       |                                                       |                                                       |                                                       |                                                       |                       |                       |                                                        |                                                        |                                                        |                                                        |                                                        |                                                        |                      |                      | Tlilpotoncatzin Cihuacoatl ?-1487–1503             | Tlilpotoncatzin Cihuacoatl ?-1487–1503             | Tlilpotoncatzin Cihuacoatl ?-1487–1503             | Tlilpotoncatzin Cihuacoatl ?-1487–1503             | Tlilpotoncatzin Cihuacoatl ?-1487–1503             | Tlilpotoncatzin Cihuacoatl ?-1487–1503             |             |             | Texcalteuctli                                                          | Texcalteuctli                                                          | Texcalteuctli                                                          | Texcalteuctli                                                          | Texcalteuctli                                                          | Texcalteuctli                                                          |  |  | Cacamatzin                          | Cacamatzin                          | Cacamatzin                          | Cacamatzin                          | Cacamatzin                          | Cacamatzin                          |  |  |  |  |  |  |  |  |  |  |  |  |  |  |  |  |  |  |  |  |  |  |  |  |
|                                                |                                                |                                                |                                                |                                                |                                                |  |  |                                                             |                                                             |                                                             |                                                             |                                                             |                                                             |  |  |                                                     |                                                     |                                                     |                                                     |                                                     |                                                     |                                                    |                                                    |                                                       |                                                       |                                                       |                                                       |                                                       |                                                       |                       |                       |                                                        |                                                        |                                                        |                                                        |                                                        |                                                        |                      |                      |                                                    |                                                    |                                                    |                                                    |                                                    |                                                    |             |             |                                                                        |                                                                        |                                                                        |                                                                        |                                                                        |                                                                        |  |  |                                     |                                     |                                     |                                     |                                     |                                     |  |  |  |  |  |  |  |  |  |  |  |  |  |  |  |  |  |  |  |  |  |  |  |  |
|                                                |                                                |                                                |                                                |                                                |                                                |  |  |                                                             |                                                             |                                                             |                                                             |                                                             |                                                             |  |  | Tezozomoc                                           | Tezozomoc                                           | Tezozomoc                                           | Tezozomoc                                           | Tezozomoc                                           | Tezozomoc                                           |                                                    |                                                    | Atotoztli II                                          | Atotoztli II                                          | Atotoztli II                                          | Atotoztli II                                          | Atotoztli II                                          | Atotoztli II                                          |                       |                       |                                                        |                                                        |                                                        |                                                        |                                                        |                                                        |                      |                      | Chichimec- acihuatzin II                           | Chichimec- acihuatzin II                           | Chichimec- acihuatzin II                           | Chichimec- acihuatzin II                           | Chichimec- acihuatzin II                           | Chichimec- acihuatzin II                           |             |             | Juan Velázquez Tlacotzin ?-1525–1526                                   | Juan Velázquez Tlacotzin ?-1525–1526                                   | Juan Velázquez Tlacotzin ?-1525–1526                                   | Juan Velázquez Tlacotzin ?-1525–1526                                   | Juan Velázquez Tlacotzin ?-1525–1526                                   | Juan Velázquez Tlacotzin ?-1525–1526                                   |  |  | Tlacaelel II Cihuacoatl ?-1503–1520 | Tlacaelel II Cihuacoatl ?-1503–1520 | Tlacaelel II Cihuacoatl ?-1503–1520 | Tlacaelel II Cihuacoatl ?-1503–1520 | Tlacaelel II Cihuacoatl ?-1503–1520 | Tlacaelel II Cihuacoatl ?-1503–1520 |  |  |  |  |  |  |  |  |  |  |  |  |  |  |  |  |  |  |  |  |  |  |  |  |
|                                                |                                                |                                                |                                                |                                                |                                                |  |  |                                                             |                                                             |                                                             |                                                             |                                                             |                                                             |  |  | Tezozomoc                                           | Tezozomoc                                           | Tezozomoc                                           | Tezozomoc                                           | Tezozomoc                                           | Tezozomoc                                           |                                                    |                                                    | Atotoztli II                                          | Atotoztli II                                          | Atotoztli II                                          | Atotoztli II                                          | Atotoztli II                                          | Atotoztli II                                          |                       |                       |                                                        |                                                        |                                                        |                                                        |                                                        |                                                        |                      |                      | Chichimec- acihuatzin II                           | Chichimec- acihuatzin II                           | Chichimec- acihuatzin II                           | Chichimec- acihuatzin II                           | Chichimec- acihuatzin II                           | Chichimec- acihuatzin II                           |             |             | Juan Velázquez Tlacotzin ?-1525–1526                                   | Juan Velázquez Tlacotzin ?-1525–1526                                   | Juan Velázquez Tlacotzin ?-1525–1526                                   | Juan Velázquez Tlacotzin ?-1525–1526                                   | Juan Velázquez Tlacotzin ?-1525–1526                                   | Juan Velázquez Tlacotzin ?-1525–1526                                   |  |  | Tlacaelel II Cihuacoatl ?-1503–1520 | Tlacaelel II Cihuacoatl ?-1503–1520 | Tlacaelel II Cihuacoatl ?-1503–1520 | Tlacaelel II Cihuacoatl ?-1503–1520 | Tlacaelel II Cihuacoatl ?-1503–1520 | Tlacaelel II Cihuacoatl ?-1503–1520 |  |  |  |  |  |  |  |  |  |  |  |  |  |  |  |  |  |  |  |  |  |  |  |  |
|                                                |                                                |                                                |                                                |                                                |                                                |  |  |                                                             |                                                             |                                                             |                                                             |                                                             |                                                             |  |  |                                                     |                                                     |                                                     |                                                     |                                                     |                                                     |                                                    |                                                    |                                                       |                                                       |                                                       |                                                       |                                                       |                                                       |                       |                       |                                                        |                                                        |                                                        |                                                        |                                                        |                                                        |                      |                      |                                                    |                                                    |                                                    |                                                    |                                                    |                                                    |             |             |                                                                        |                                                                        |                                                                        |                                                                        |                                                                        |                                                                        |  |  |                                     |                                     |                                     |                                     |                                     |                                     |  |  |  |  |  |  |  |  |  |  |  |  |  |  |  |  |  |  |  |  |  |  |  |  |
|                                                |                                                |                                                |                                                |                                                |                                                |  |  |                                                             |                                                             |                                                             |                                                             |                                                             |                                                             |  |  |                                                     |                                                     |                                                     |                                                     |                                                     |                                                     |                                                    |                                                    |                                                       |                                                       |                                                       |                                                       |                                                       |                                                       |                       |                       |                                                        |                                                        |                                                        |                                                        |                                                        |                                                        |                      |                      |                                                    |                                                    |                                                    |                                                    |                                                    |                                                    |             |             |                                                                        |                                                                        |                                                                        |                                                                        |                                                                        |                                                                        |  |  |                                     |                                     |                                     |                                     |                                     |                                     |  |  |  |  |  |  |  |  |  |  |  |  |  |  |  |  |  |  |  |  |  |  |  |  |
|                                                |                                                |                                                |                                                |                                                |                                                |  |  | Ahuitzotl Tlatoani của Tenochtitlan ?-1486–1502             | Ahuitzotl Tlatoani của Tenochtitlan ?-1486–1502             | Ahuitzotl Tlatoani của Tenochtitlan ?-1486–1502             | Ahuitzotl Tlatoani của Tenochtitlan ?-1486–1502             | Ahuitzotl Tlatoani của Tenochtitlan ?-1486–1502             | Ahuitzotl Tlatoani của Tenochtitlan ?-1486–1502             |  |  | Tizoc Tlatoani của Tenochtitlan ?-1481–1486         | Tizoc Tlatoani của Tenochtitlan ?-1481–1486         | Tizoc Tlatoani của Tenochtitlan ?-1481–1486         | Tizoc Tlatoani của Tenochtitlan ?-1481–1486         | Tizoc Tlatoani của Tenochtitlan ?-1481–1486         | Tizoc Tlatoani của Tenochtitlan ?-1481–1486         |                                                    |                                                    | Axayacatl Tlatoani của Tenochtitlan ?-1469–1481       | Axayacatl Tlatoani của Tenochtitlan ?-1469–1481       | Axayacatl Tlatoani của Tenochtitlan ?-1469–1481       | Axayacatl Tlatoani của Tenochtitlan ?-1469–1481       | Axayacatl Tlatoani của Tenochtitlan ?-1469–1481       | Axayacatl Tlatoani của Tenochtitlan ?-1469–1481       |                       |                       | Chalchiuhnenetzin                                      | Chalchiuhnenetzin                                      | Chalchiuhnenetzin                                      | Chalchiuhnenetzin                                      | Chalchiuhnenetzin                                      | Chalchiuhnenetzin                                      |                      |                      | Moquihuix Tlatoani của Tlatelolco ?-1460–1473      | Moquihuix Tlatoani của Tlatelolco ?-1460–1473      | Moquihuix Tlatoani của Tlatelolco ?-1460–1473      | Moquihuix Tlatoani của Tlatelolco ?-1460–1473      | Moquihuix Tlatoani của Tlatelolco ?-1460–1473      | Moquihuix Tlatoani của Tlatelolco ?-1460–1473      |             |             |                                                                        |                                                                        |                                                                        |                                                                        |                                                                        |                                                                        |  |  |                                     |                                     |                                     |                                     |                                     |                                     |  |  |  |  |  |  |  |  |  |  |  |  |  |  |  |  |  |  |  |  |  |  |  |  |
|                                                |                                                |                                                |                                                |                                                |                                                |  |  | Ahuitzotl Tlatoani của Tenochtitlan ?-1486–1502             | Ahuitzotl Tlatoani của Tenochtitlan ?-1486–1502             | Ahuitzotl Tlatoani của Tenochtitlan ?-1486–1502             | Ahuitzotl Tlatoani của Tenochtitlan ?-1486–1502             | Ahuitzotl Tlatoani của Tenochtitlan ?-1486–1502             | Ahuitzotl Tlatoani của Tenochtitlan ?-1486–1502             |  |  | Tizoc Tlatoani của Tenochtitlan ?-1481–1486         | Tizoc Tlatoani của Tenochtitlan ?-1481–1486         | Tizoc Tlatoani của Tenochtitlan ?-1481–1486         | Tizoc Tlatoani của Tenochtitlan ?-1481–1486         | Tizoc Tlatoani của Tenochtitlan ?-1481–1486         | Tizoc Tlatoani của Tenochtitlan ?-1481–1486         |                                                    |                                                    | Axayacatl Tlatoani của Tenochtitlan ?-1469–1481       | Axayacatl Tlatoani của Tenochtitlan ?-1469–1481       | Axayacatl Tlatoani của Tenochtitlan ?-1469–1481       | Axayacatl Tlatoani của Tenochtitlan ?-1469–1481       | Axayacatl Tlatoani của Tenochtitlan ?-1469–1481       | Axayacatl Tlatoani của Tenochtitlan ?-1469–1481       |                       |                       | Chalchiuhnenetzin                                      | Chalchiuhnenetzin                                      | Chalchiuhnenetzin                                      | Chalchiuhnenetzin                                      | Chalchiuhnenetzin                                      | Chalchiuhnenetzin                                      |                      |                      | Moquihuix Tlatoani của Tlatelolco ?-1460–1473      | Moquihuix Tlatoani của Tlatelolco ?-1460–1473      | Moquihuix Tlatoani của Tlatelolco ?-1460–1473      | Moquihuix Tlatoani của Tlatelolco ?-1460–1473      | Moquihuix Tlatoani của Tlatelolco ?-1460–1473      | Moquihuix Tlatoani của Tlatelolco ?-1460–1473      |             |             |                                                                        |                                                                        |                                                                        |                                                                        |                                                                        |                                                                        |  |  |                                     |                                     |                                     |                                     |                                     |                                     |  |  |  |  |  |  |  |  |  |  |  |  |  |  |  |  |  |  |  |  |  |  |  |  |
|                                                |                                                |                                                |                                                |                                                |                                                |  |  |                                                             |                                                             |                                                             |                                                             |                                                             |                                                             |  |  |                                                     |                                                     |                                                     |                                                     |                                                     |                                                     |                                                    |                                                    |                                                       |                                                       |                                                       |                                                       |                                                       |                                                       |                       |                       |                                                        |                                                        |                                                        |                                                        |                                                        |                                                        |                      |                      |                                                    |                                                    |                                                    |                                                    |                                                    |                                                    |             |             |                                                                        |                                                                        |                                                                        |                                                                        |                                                                        |                                                                        |  |  |                                     |                                     |                                     |                                     |                                     |                                     |  |  |  |  |  |  |  |  |  |  |  |  |  |  |  |  |  |  |  |  |  |  |  |  |
|                                                |                                                |                                                |                                                |                                                |                                                |  |  |                                                             |                                                             |                                                             |                                                             |                                                             |                                                             |  |  |                                                     |                                                     |                                                     |                                                     |                                                     |                                                     |                                                    |                                                    |                                                       |                                                       |                                                       |                                                       |                                                       |                                                       |                       |                       |                                                        |                                                        |                                                        |                                                        |                                                        |                                                        |                      |                      |                                                    |                                                    |                                                    |                                                    |                                                    |                                                    |             |             |                                                                        |                                                                        |                                                                        |                                                                        |                                                                        |                                                                        |  |  |                                     |                                     |                                     |                                     |                                     |                                     |  |  |  |  |  |  |  |  |  |  |  |  |  |  |  |  |  |  |  |  |  |  |  |  |
| Chimalpilli II Tlatoani của Ecatepec           | Chimalpilli II Tlatoani của Ecatepec           | Chimalpilli II Tlatoani của Ecatepec           | Chimalpilli II Tlatoani của Ecatepec           | Chimalpilli II Tlatoani của Ecatepec           | Chimalpilli II Tlatoani của Ecatepec           |  |  | Cuauhtémoc Tlatoani của Tenochtitlan c.1495–1520- 1521–1525 | Cuauhtémoc Tlatoani của Tenochtitlan c.1495–1520- 1521–1525 | Cuauhtémoc Tlatoani của Tenochtitlan c.1495–1520- 1521–1525 | Cuauhtémoc Tlatoani của Tenochtitlan c.1495–1520- 1521–1525 | Cuauhtémoc Tlatoani của Tenochtitlan c.1495–1520- 1521–1525 | Cuauhtémoc Tlatoani của Tenochtitlan c.1495–1520- 1521–1525 |  |  | Cuitláhuac Tlatoani của Tenochtitlan 1476–1520      | Cuitláhuac Tlatoani của Tenochtitlan 1476–1520      | Cuitláhuac Tlatoani của Tenochtitlan 1476–1520      | Cuitláhuac Tlatoani của Tenochtitlan 1476–1520      | Cuitláhuac Tlatoani của Tenochtitlan 1476–1520      | Cuitláhuac Tlatoani của Tenochtitlan 1476–1520      |                                                    |                                                    | Teotlalco                                             | Teotlalco                                             | Teotlalco                                             | Teotlalco                                             | Teotlalco                                             | Teotlalco                                             |                       |                       | Moctezuma II Tlatoani của Tenochtitlan 1466–1502–1520  | Moctezuma II Tlatoani của Tenochtitlan 1466–1502–1520  | Moctezuma II Tlatoani của Tenochtitlan 1466–1502–1520  | Moctezuma II Tlatoani của Tenochtitlan 1466–1502–1520  | Moctezuma II Tlatoani của Tenochtitlan 1466–1502–1520  | Moctezuma II Tlatoani của Tenochtitlan 1466–1502–1520  |                      |                      | Tlapalizquixochtzin Nữ vương của Ecatepec          | Tlapalizquixochtzin Nữ vương của Ecatepec          | Tlapalizquixochtzin Nữ vương của Ecatepec          | Tlapalizquixochtzin Nữ vương của Ecatepec          | Tlapalizquixochtzin Nữ vương của Ecatepec          | Tlapalizquixochtzin Nữ vương của Ecatepec          |             |             | Tezozomoctli Acolnahuacatl                                             | Tezozomoctli Acolnahuacatl                                             | Tezozomoctli Acolnahuacatl                                             | Tezozomoctli Acolnahuacatl                                             | Tezozomoctli Acolnahuacatl                                             | Tezozomoctli Acolnahuacatl                                             |  |  |                                     |                                     |                                     |                                     |                                     |                                     |  |  |  |  |  |  |  |  |  |  |  |  |  |  |  |  |  |  |  |  |  |  |  |  |
| Chimalpilli II Tlatoani của Ecatepec           | Chimalpilli II Tlatoani của Ecatepec           | Chimalpilli II Tlatoani của Ecatepec           | Chimalpilli II Tlatoani của Ecatepec           | Chimalpilli II Tlatoani của Ecatepec           | Chimalpilli II Tlatoani của Ecatepec           |  |  | Cuauhtémoc Tlatoani của Tenochtitlan c.1495–1520- 1521–1525 | Cuauhtémoc Tlatoani của Tenochtitlan c.1495–1520- 1521–1525 | Cuauhtémoc Tlatoani của Tenochtitlan c.1495–1520- 1521–1525 | Cuauhtémoc Tlatoani của Tenochtitlan c.1495–1520- 1521–1525 | Cuauhtémoc Tlatoani của Tenochtitlan c.1495–1520- 1521–1525 | Cuauhtémoc Tlatoani của Tenochtitlan c.1495–1520- 1521–1525 |  |  | Cuitláhuac Tlatoani của Tenochtitlan 1476–1520      | Cuitláhuac Tlatoani của Tenochtitlan 1476–1520      | Cuitláhuac Tlatoani của Tenochtitlan 1476–1520      | Cuitláhuac Tlatoani của Tenochtitlan 1476–1520      | Cuitláhuac Tlatoani của Tenochtitlan 1476–1520      | Cuitláhuac Tlatoani của Tenochtitlan 1476–1520      |                                                    |                                                    | Teotlalco                                             | Teotlalco                                             | Teotlalco                                             | Teotlalco                                             | Teotlalco                                             | Teotlalco                                             |                       |                       | Moctezuma II Tlatoani của Tenochtitlan 1466–1502–1520  | Moctezuma II Tlatoani của Tenochtitlan 1466–1502–1520  | Moctezuma II Tlatoani của Tenochtitlan 1466–1502–1520  | Moctezuma II Tlatoani của Tenochtitlan 1466–1502–1520  | Moctezuma II Tlatoani của Tenochtitlan 1466–1502–1520  | Moctezuma II Tlatoani của Tenochtitlan 1466–1502–1520  |                      |                      | Tlapalizquixochtzin Nữ vương của Ecatepec          | Tlapalizquixochtzin Nữ vương của Ecatepec          | Tlapalizquixochtzin Nữ vương của Ecatepec          | Tlapalizquixochtzin Nữ vương của Ecatepec          | Tlapalizquixochtzin Nữ vương của Ecatepec          | Tlapalizquixochtzin Nữ vương của Ecatepec          |             |             | Tezozomoctli Acolnahuacatl                                             | Tezozomoctli Acolnahuacatl                                             | Tezozomoctli Acolnahuacatl                                             | Tezozomoctli Acolnahuacatl                                             | Tezozomoctli Acolnahuacatl                                             | Tezozomoctli Acolnahuacatl                                             |  |  |                                     |                                     |                                     |                                     |                                     |                                     |  |  |  |  |  |  |  |  |  |  |  |  |  |  |  |  |  |  |  |  |  |  |  |  |
|                                                |                                                |                                                |                                                |                                                |                                                |  |  |                                                             |                                                             |                                                             |                                                             |                                                             |                                                             |  |  |                                                     |                                                     |                                                     |                                                     |                                                     |                                                     |                                                    |                                                    |                                                       |                                                       |                                                       |                                                       |                                                       |                                                       |                       |                       |                                                        |                                                        |                                                        |                                                        |                                                        |                                                        |                      |                      |                                                    |                                                    |                                                    |                                                    |                                                    |                                                    |             |             |                                                                        |                                                                        |                                                                        |                                                                        |                                                                        |                                                                        |  |  |                                     |                                     |                                     |                                     |                                     |                                     |  |  |  |  |  |  |  |  |  |  |  |  |  |  |  |  |  |  |  |  |  |  |  |  |
|                                                |                                                |                                                |                                                |                                                |                                                |  |  |                                                             |                                                             |                                                             |                                                             |                                                             |                                                             |  |  |                                                     |                                                     |                                                     |                                                     |                                                     |                                                     |                                                    |                                                    |                                                       |                                                       |                                                       |                                                       |                                                       |                                                       |                       |                       |                                                        |                                                        |                                                        |                                                        |                                                        |                                                        |                      |                      |                                                    |                                                    |                                                    |                                                    |                                                    |                                                    |             |             |                                                                        |                                                                        |                                                                        |                                                                        |                                                                        |                                                                        |  |  |                                     |                                     |                                     |                                     |                                     |                                     |  |  |  |  |  |  |  |  |  |  |  |  |  |  |  |  |  |  |  |  |  |  |  |  |
|                                                |                                                |                                                |                                                |                                                |                                                |  |  |                                                             |                                                             |                                                             |                                                             |                                                             |                                                             |  |  |                                                     |                                                     |                                                     |                                                     |                                                     |                                                     |                                                    |                                                    | Isabel Moctezuma 1509–1551                            | Isabel Moctezuma 1509–1551                            | Isabel Moctezuma 1509–1551                            | Isabel Moctezuma 1509–1551                            | Isabel Moctezuma 1509–1551                            | Isabel Moctezuma 1509–1551                            |                       |                       | Chimalpopoca 1480-?                                    | Chimalpopoca 1480-?                                    | Chimalpopoca 1480-?                                    | Chimalpopoca 1480-?                                    | Chimalpopoca 1480-?                                    | Chimalpopoca 1480-?                                    |                      |                      | Tlaltecatzin                                       | Tlaltecatzin                                       | Tlaltecatzin                                       | Tlaltecatzin                                       | Tlaltecatzin                                       | Tlaltecatzin                                       |             |             | Diego de Alvarado Huanitzin Tlatoani của Tenochtitlan ?-1539–1541-1539 | Diego de Alvarado Huanitzin Tlatoani của Tenochtitlan ?-1539–1541-1539 | Diego de Alvarado Huanitzin Tlatoani của Tenochtitlan ?-1539–1541-1539 | Diego de Alvarado Huanitzin Tlatoani của Tenochtitlan ?-1539–1541-1539 | Diego de Alvarado Huanitzin Tlatoani của Tenochtitlan ?-1539–1541-1539 | Diego de Alvarado Huanitzin Tlatoani của Tenochtitlan ?-1539–1541-1539 |  |  |                                     |                                     |                                     |                                     |                                     |                                     |  |  |  |  |  |  |  |  |  |  |  |  |  |  |  |  |  |  |  |  |  |  |  |  |
|                                                |                                                |                                                |                                                |                                                |                                                |  |  |                                                             |                                                             |                                                             |                                                             |                                                             |                                                             |  |  |                                                     |                                                     |                                                     |                                                     |                                                     |                                                     |                                                    |                                                    | Isabel Moctezuma 1509–1551                            | Isabel Moctezuma 1509–1551                            | Isabel Moctezuma 1509–1551                            | Isabel Moctezuma 1509–1551                            | Isabel Moctezuma 1509–1551                            | Isabel Moctezuma 1509–1551                            |                       |                       | Chimalpopoca 1480-?                                    | Chimalpopoca 1480-?                                    | Chimalpopoca 1480-?                                    | Chimalpopoca 1480-?                                    | Chimalpopoca 1480-?                                    | Chimalpopoca 1480-?                                    |                      |                      | Tlaltecatzin                                       | Tlaltecatzin                                       | Tlaltecatzin                                       | Tlaltecatzin                                       | Tlaltecatzin                                       | Tlaltecatzin                                       |             |             | Diego de Alvarado Huanitzin Tlatoani của Tenochtitlan ?-1539–1541-1539 | Diego de Alvarado Huanitzin Tlatoani của Tenochtitlan ?-1539–1541-1539 | Diego de Alvarado Huanitzin Tlatoani của Tenochtitlan ?-1539–1541-1539 | Diego de Alvarado Huanitzin Tlatoani của Tenochtitlan ?-1539–1541-1539 | Diego de Alvarado Huanitzin Tlatoani của Tenochtitlan ?-1539–1541-1539 | Diego de Alvarado Huanitzin Tlatoani của Tenochtitlan ?-1539–1541-1539 |  |  |                                     |                                     |                                     |                                     |                                     |                                     |  |  |  |  |  |  |  |  |  |  |  |  |  |  |  |  |  |  |  |  |  |  |  |  |